# Bataillon de marche antillais no 5
Ne doit pas être confondu avec Bataillon de marche n° 5.
Le Bataillon de marche antillais n° 5 ou 5e bataillon antillais est une unité militaire française créée durant la Seconde Guerre mondiale et intégrée au sein des Forces françaises libres du général de Gaulle.

## Histoire
Il existe à Royan une Esplanade du 5e bataillon de marche des Antillais et Guyanais.

## Personnalités ayant servi au bataillon
- Henri Tourtet (1899-1945), Compagnon de la Libération.